# جون جي. هاسكيل
جون جي. هاسكيل (بالإنجليزية: John G. Haskell)‏ هو مهندس معماري أمريكي، ولد في 5 فبراير 1832، وتوفي في 25 نوفمبر 1907.